# Pniak
Pniak – dolna część pnia pozostająca przy karpie po ścięciu drzewa.